# Ludwig Röbe
Ludwig Röbe (* 18. April 1880 in Bremen; † 22. Juni 1959 in Düsseldorf) war ein deutscher Bauingenieur und Reichsbahndirektor.

## Leben
Ludwig Röbe war ein Sohn eines Norddeutschen und einer Salzburgerin. Er besuchte die Staatsoberrealschule in Linz und schloss die Schule 1899 ab. Anschließend studierte er an der TH München und Hannover Bauingenieurwesen. Seit dem Wintersemester 1899/1900 war er Mitglied der Münchener Burschenschaft Arminia.
1905 wurde Röbe nach Abschluss seines Studiums Regierungsbauführer in der preußischen Eisenbahnverwaltung in Königsberg. Er legte die Regierungsbaumeisterprüfung ab und wurde 1909 Regierungsbaumeister bei der Eisenbahndirektion in Breslau. Er war u. a. als „Hilfsarbeiter“ im Betriebsamt im Neubaudezernat der Direktion Breslau tätig. 1914 wurde er zum Baurat befördert. Ab diesem Jahr war er bis Ende 1917 Verwalter des Betriebsamtes Breslau und wurde anschließend Hilfsarbeiter im Ministerium der öffentlichen Arbeiten.
Nach dem Krieg war er ab 1921 für fünf Jahre Verwalter des Betriebsamtes Nordhausen. Hier wurde er 1924 Reichsbahnoberrat und kam 1926 als Finanzreferent in die Hauptverwaltung der Reichsbahn. Im Februar 1927 wurde er Reichsbahndirektor. Ab September 1933 war er Leiter der Bauabteilung der Hauptverwaltung der Reichsbahn. Von 1937 bis Kriegsende war er Präsident der Reichsbahndirektion Wuppertal. Anschließend wurde er in den Ruhestand versetzt.
Ab 19. März 1938 war Röbe Kommissar des Reichsverkehrsministers für die Eingliederung der österreichischen Bundesbahnen in die Deutsche Reichsbahn. In dieser Funktion löste er die bisherige BBÖ-Generaldirektion in Wien, die nunmehr als Reichsverkehrsministerium, Abwicklungsstelle Österreich firmierte, schrittweise auf und richtete drei neue Reichsbahndirektionen in Wien, Linz und Villach ein, vorübergehend eine vierte in Innsbruck. Auch führte er die bei der Reichsbahn gebräuchliche Ämterstruktur ein. Gemeinsam mit Werner Hassenpflug, dem Personalreferenten der Abwicklungsstelle, war Röbe dabei besonders bestrebt, die seit 1933 bei der Reichsbahn bereits umgesetzten antijüdischen Maßnahmen im Bereich der ehemaligen BBÖ möglichst effektiv und schneller umzusetzen. Über die verpflichtende Vereidigung aller Eisenbahner auf Adolf Hitler, die für jüdische Eisenbahner als nicht zulässig erklärt wurde, wurden letztere bis spätestens Ende 1938 entlassen.

## Werke (Auswahl)
- Zusammenbruch der deutschen Eisenbahnen? Ein Beitrag zur Frage der Verkehrsnot. Engelmann, Berlin, 1920.
- Unterhaltung und Weiterentwicklung der Reichsbahnanlagen.[8] Hackebeil, Berlin, 1929.
- Investierungspolitik der Deutschen Reichsbahn 3. Studienkonferenz der Deutschen Reichsbahn-Gesellschaft. Verkehrswissenschaftliche Lehrmittelgesellschaft bei der Deutschen Reichsbahn, Berlin. 1933.